# Udo Schütz

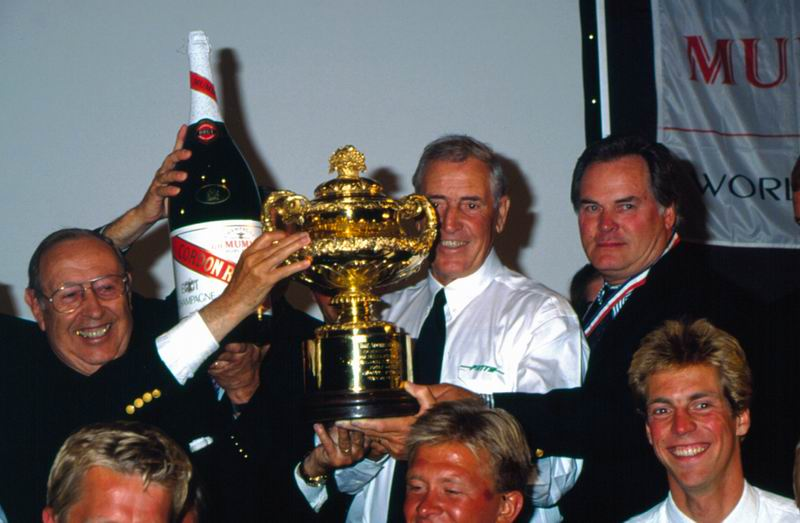
Schütz (uppe t h) firar segern i Admiral's Cup 1993.

Udo Schütz, född 11 januari 1937 i Selters, är en tysk racerförare och entreprenör.
Schütz tävlade med Porsche i sportvagnsracing och backtävlingar under 1960-talet. Därefter koncentrerade han sig på att driva företaget Schütz Werke.
Senare har Schütz ägnat sig åt kappsegling och var med och vann Admiral's Cup för Tyskland 1993.